# Carnet
Carnet era una comuna francesa situada en el departamento de Mancha, de la región de Normandía, que el uno de enero de 2017 pasó a ser una comuna delegada de la comuna nueva de Saint-James al fusionarse con las comunas de Argouges, La Croix-Avranchin, Montanel, Saint-James, Vergoncey y Villiers-le-Pré.

## Demografía
| Gráfica de evolución demográfica de Carnet entre 1800 y 2014 |
|                                                              |

Los datos demográficos contemplados en este gráfico de la comuna de Carnet se han cogido de 1800 a 1999 de la página francesa EHESS/Cassini, y los demás datos de la página del INSEE.